# Nigrum Pullum

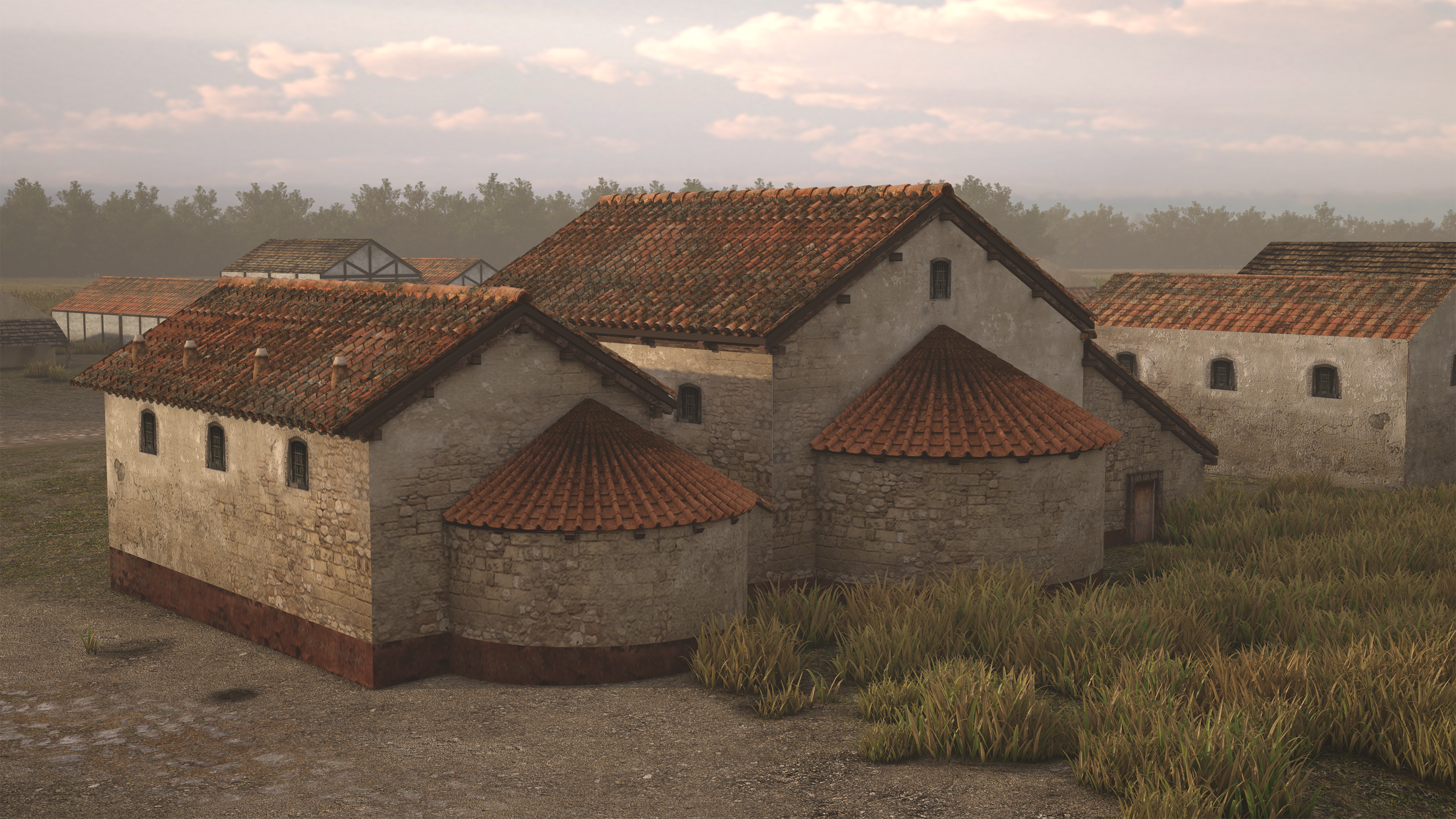
Impressie van het badhuis, gezien vanaf het fort.

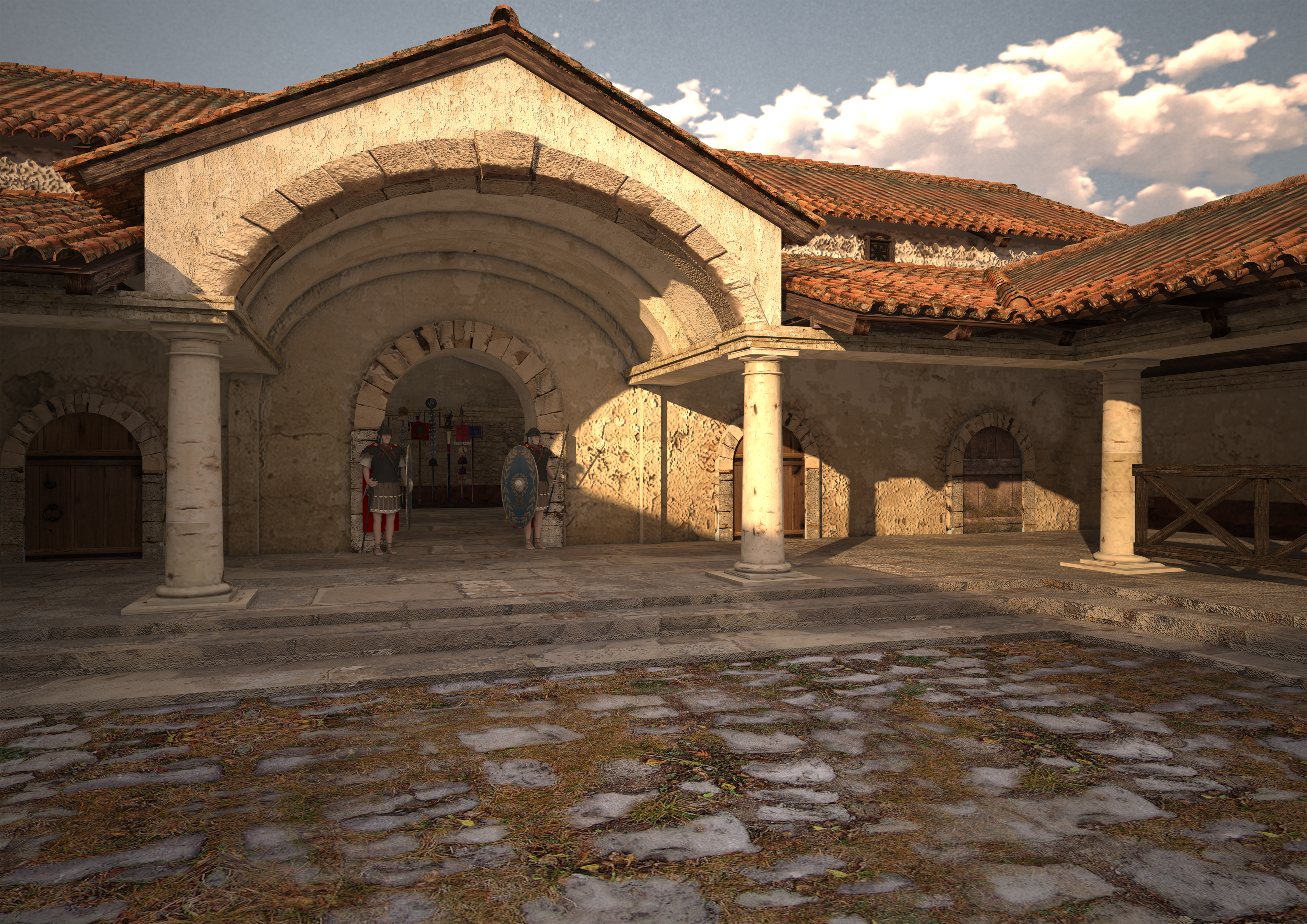
Impressie van de Principia, het hoofdgebouw.

Soldatenbarak vogelvlucht Nigrum Pullum impressie.

Nigrum Pullum, ter plaatse van het latere dorp Zwammerdam, was een Romeinse nederzetting in de toenmalige provincie Neder-Germanië. De naam Nigrum Pullum verwijst mogelijk naar de zwart gekleurde veenbodem  of het zwarte water van het veenriviertje de Meije, dat uitkwam bij het kleine grensfort.

## De nederzetting
Nigrum Pullum werd vermoedelijk gesticht na het jaar 47 toen generaal Corbulo in opdracht van keizer Claudius de natuurlijke noordgrens van het Romeinse Rijk langs de zuidoever van de Rijn, de limes, ging beschermen met een reeks forten. Corbulo trok zich na het jaar 47 terug achter de Rijn. Het was een klein grensfort (castellum) of, zoals archeoloog prof. Willem Glasbergen in een lezing in 1970 veronderstelde, een politiepost (statio). Het fort had een bezetting van ongeveer 300 man van het 15e cohort der "vrijwillige Romeinse burgers". Bij het fort lag een klein dorp met een tempeltje en aan de zwaar beschoeide Rijn lagen kadewerken. Voor de zuidoostkant van het fort lag een klein badhuis.

## Via Militaris

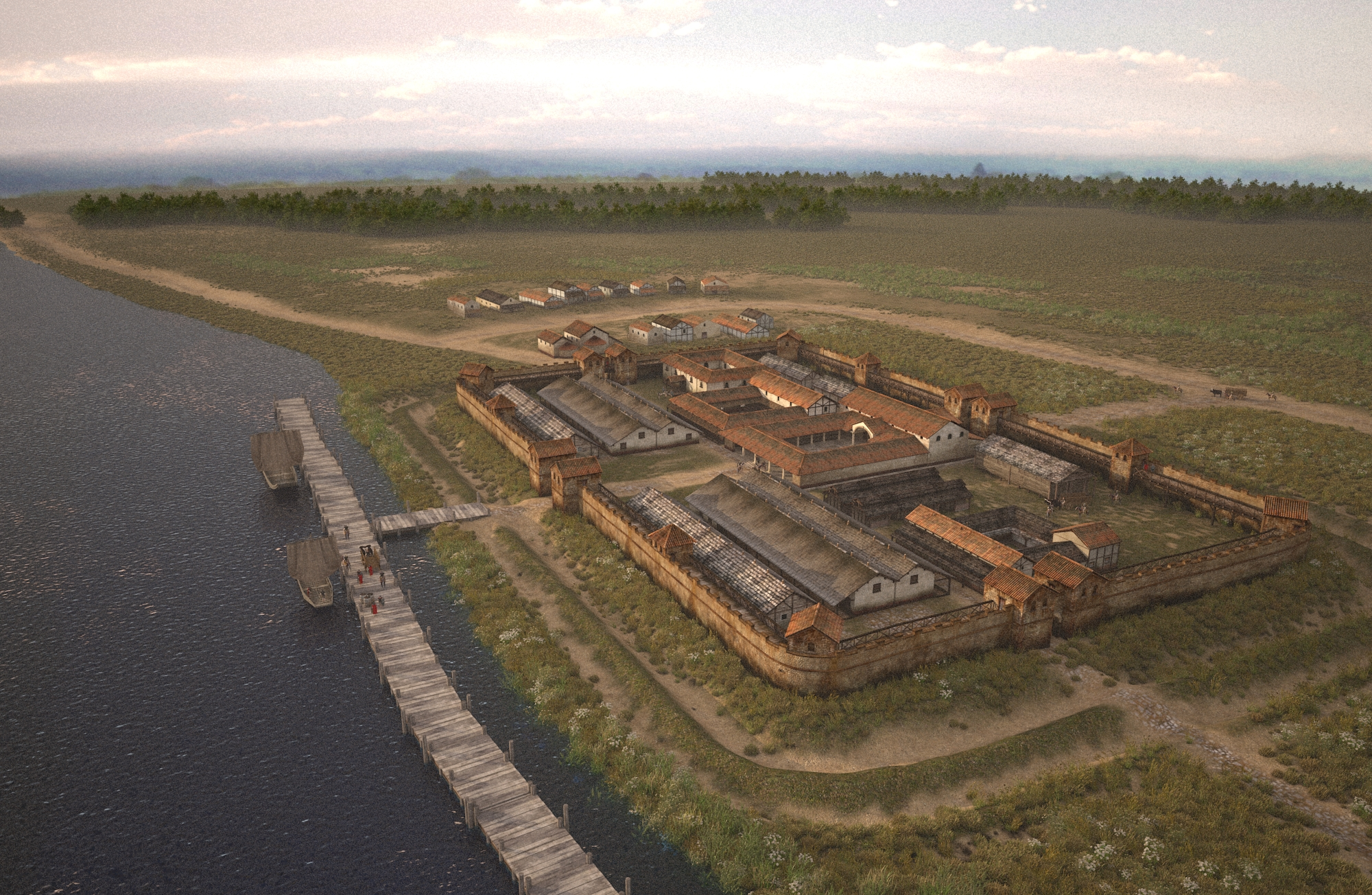
Impressie van het castellum in vogelvlucht. In de verte de vicus, het kampdorp. Links de Rijn.

Ongeveer 150 meter noordelijk van de spoorlijn Utrecht-Leiden lag in Zwammerdam de grote militaire verbindingsweg (via militaris) die de vestigingen met elkaar en met het achterland verbond. Vermoedelijk een deel ervan is in 1964 bij graafwerkzaamheden gevonden. De weg had daar een breedte van 12,5 meter en bestond uit een 20–30 cm dik grindpakket, vermengd met tufsteen, aardewerkscherven en resten van dakpannen op een dikke laag natuurlijk klei, waaronder de zandlaag. Sporen van een bijbehorende greppel voor de afwatering zijn gevonden. In 2001 vond men bij de aanleg van de Rijksweg 11 tussen Bodegraven en Alphen sporen van een heerweg uit het jaar 0.
Net als veel andere Romeinse nederzettingen in Neder-Germanië werd ook Nigrum Pullum tijdens de Bataafse Opstand in 69 verwoest. In 80 werd op dezelfde plaats een nieuw houten castellum gebouwd met drie toegangspoorten, dat in 175 in steen met vier toegangspoorten herbouwd werd. Omdat de soldaten van het 30e legioen (Legio XXX Ulpia Victrix) de dakpannen voor het fort hebben gemaakt lijkt het waarschijnlijk dat zij het hele fort hebben gebouwd. Rond 275 werd het legerkamp door brand verwoest en werd het door de Romeinen voorgoed verlaten.
De militaire vicus (burgernederzetting) lag aan de zuid- en oostzijde van het castellum en was met een grindweg met het fort verbonden. In het dorp woonden de vrouwen en kinderen van de soldaten en boeren, handelaars, ambachts- en kooplieden, volgens Glasbergen afkomstig uit de Breukty-bevolkingsgroep.

## Opgravingen
Nigrum Pullum werd tussen 1968 en 1974 uitgebreid onderzocht, omdat op deze plek zorginstelling de Hooge Burch gebouwd ging worden. Het archeologisch onderzoek leverde veel informatie op over het legerkamp na 80.  Van de eerste nederzetting werd weinig gevonden: een teken dat de plaats tijdens de Bataafse Opstand vrijwel volledig met de grond gelijk gemaakt was. Het castellum dat in 80 werd gebouwd had een brede wal van aarde met houten palissadewanden omgeven door een dubbele gracht en met drie toegangspoorten. In 175 werd het castellum in steen herbouwd, met vier poorten en drie grachten buiten de muur. De huidige zorginstelling Ipse de Bruggen is bezig met een reconstructie van het castellum in een landschapspark.

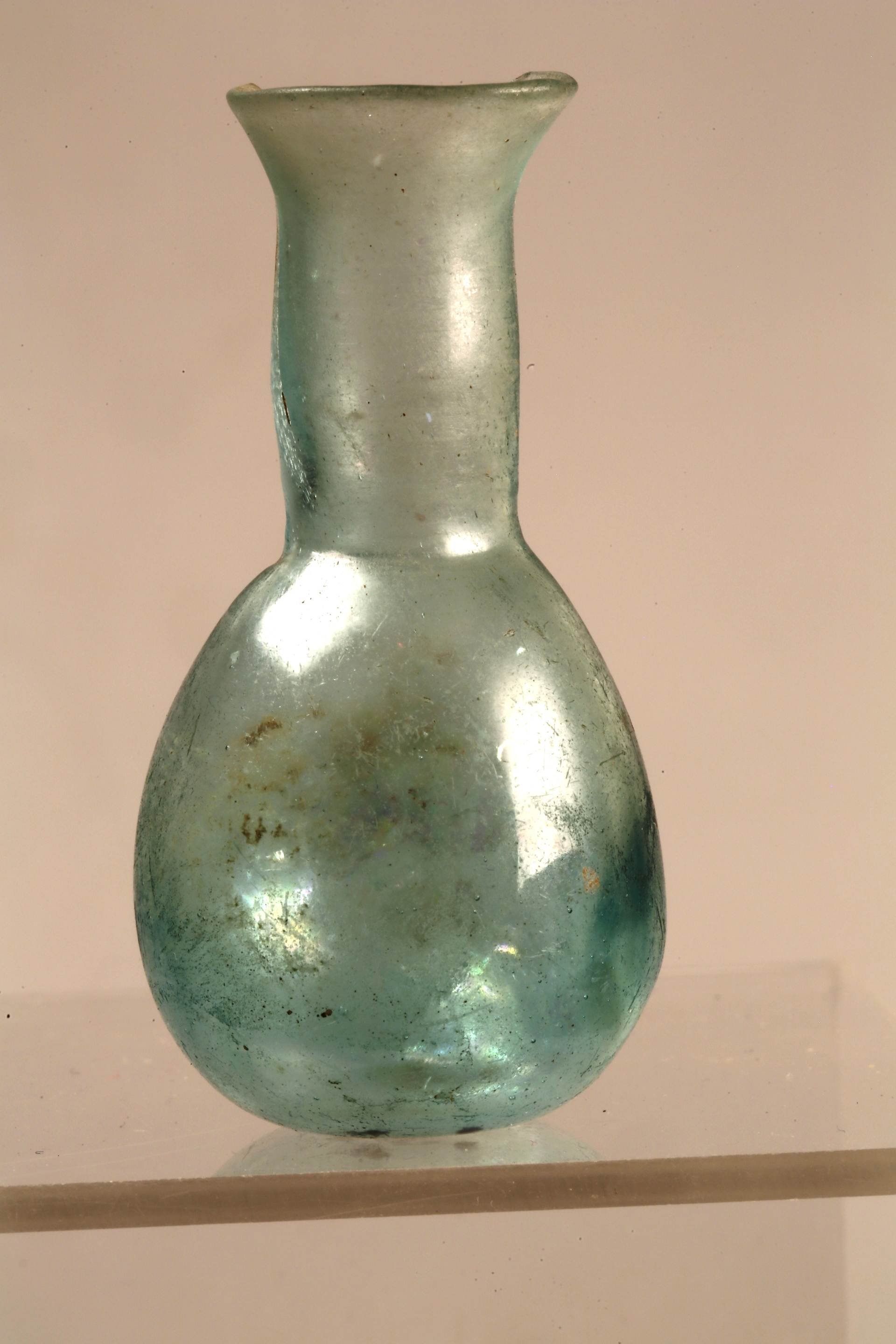
Glazen parfumflesje, opgegraven op de locatie van het fort.
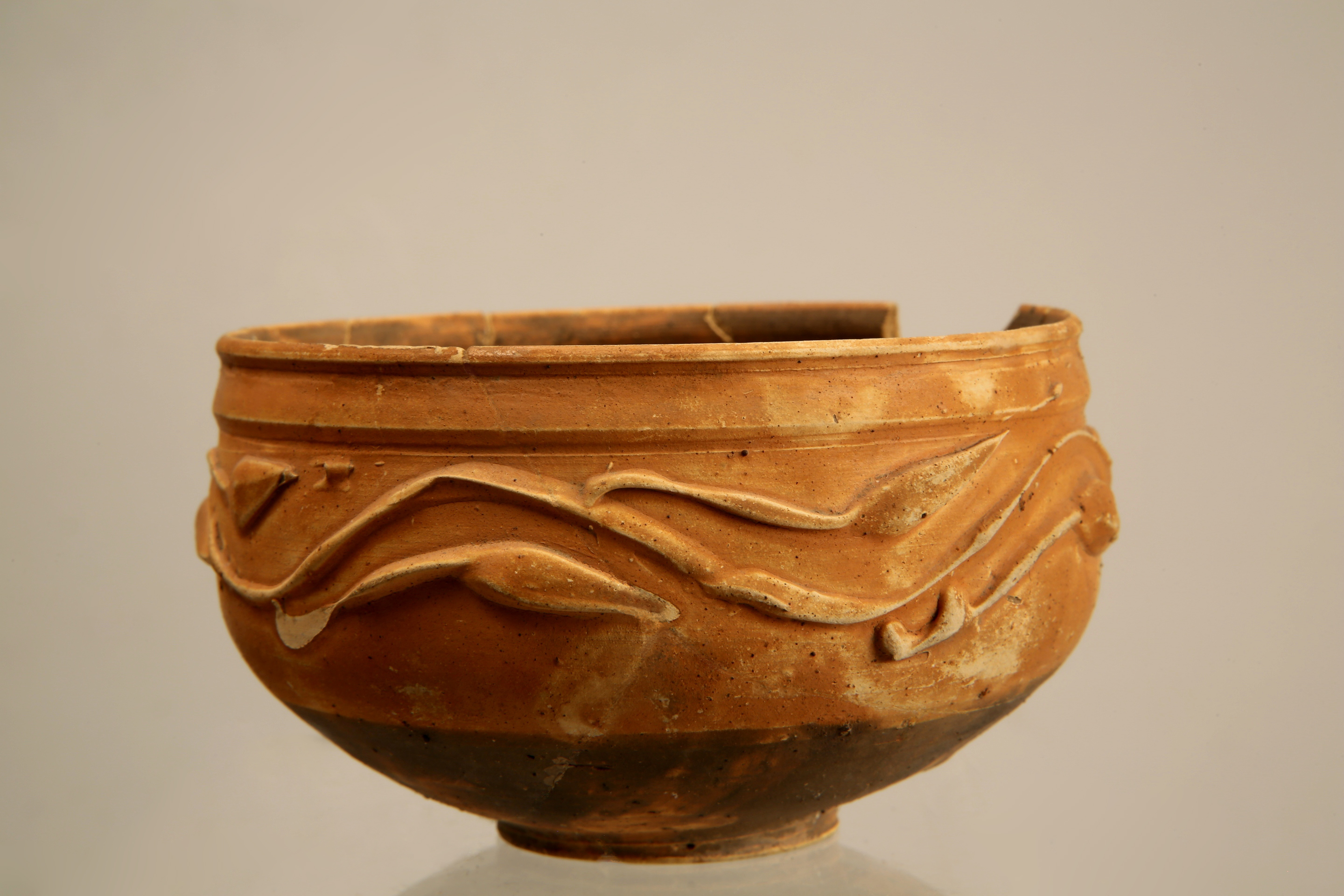
Romeins geverfd kommetje, versierd met blaadjes. In 1968 opgegraven bij castellum Nigrum Pullum.
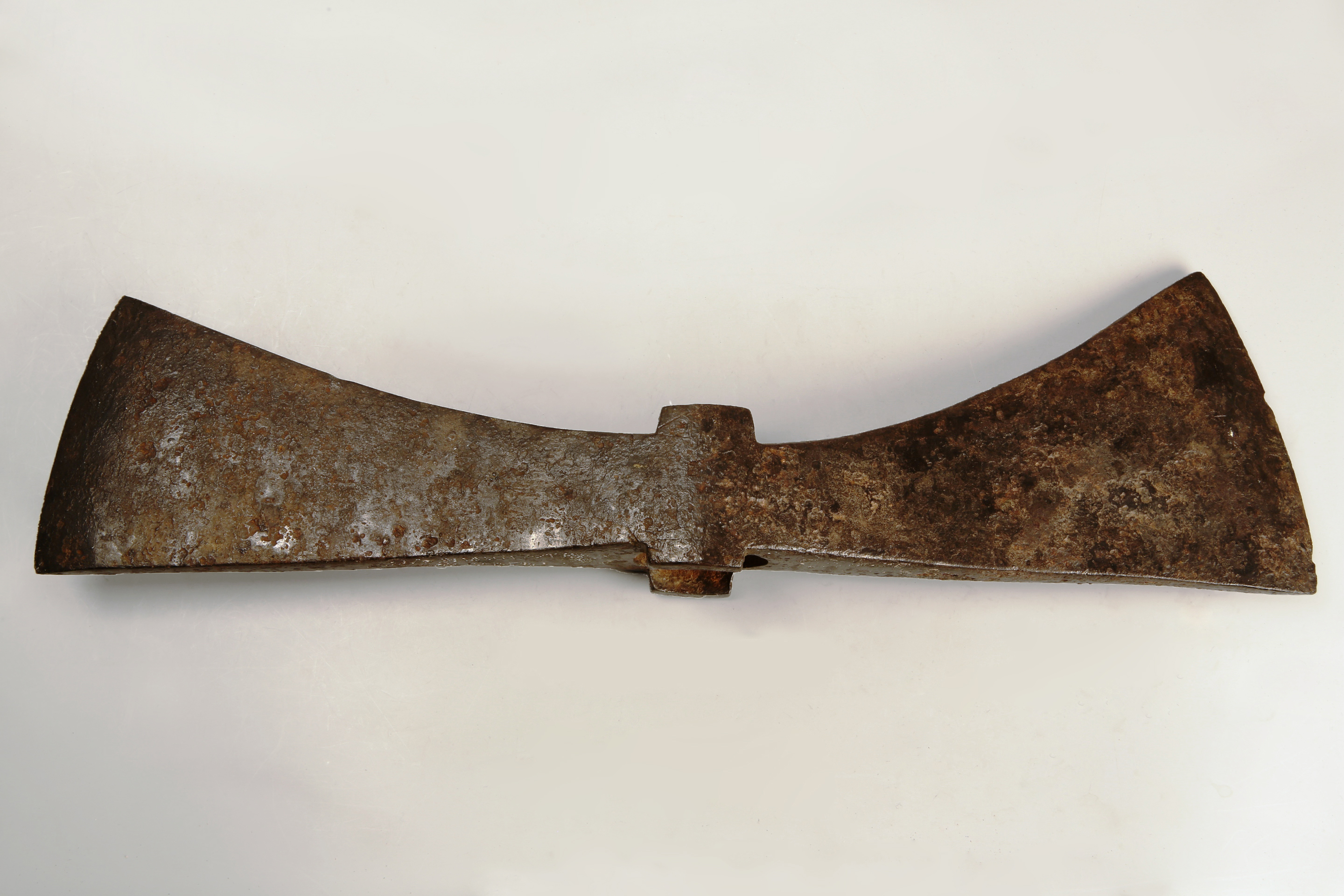
IJzeren dubbele bijl, Romeinse tijd. Opgegraven in 1974.
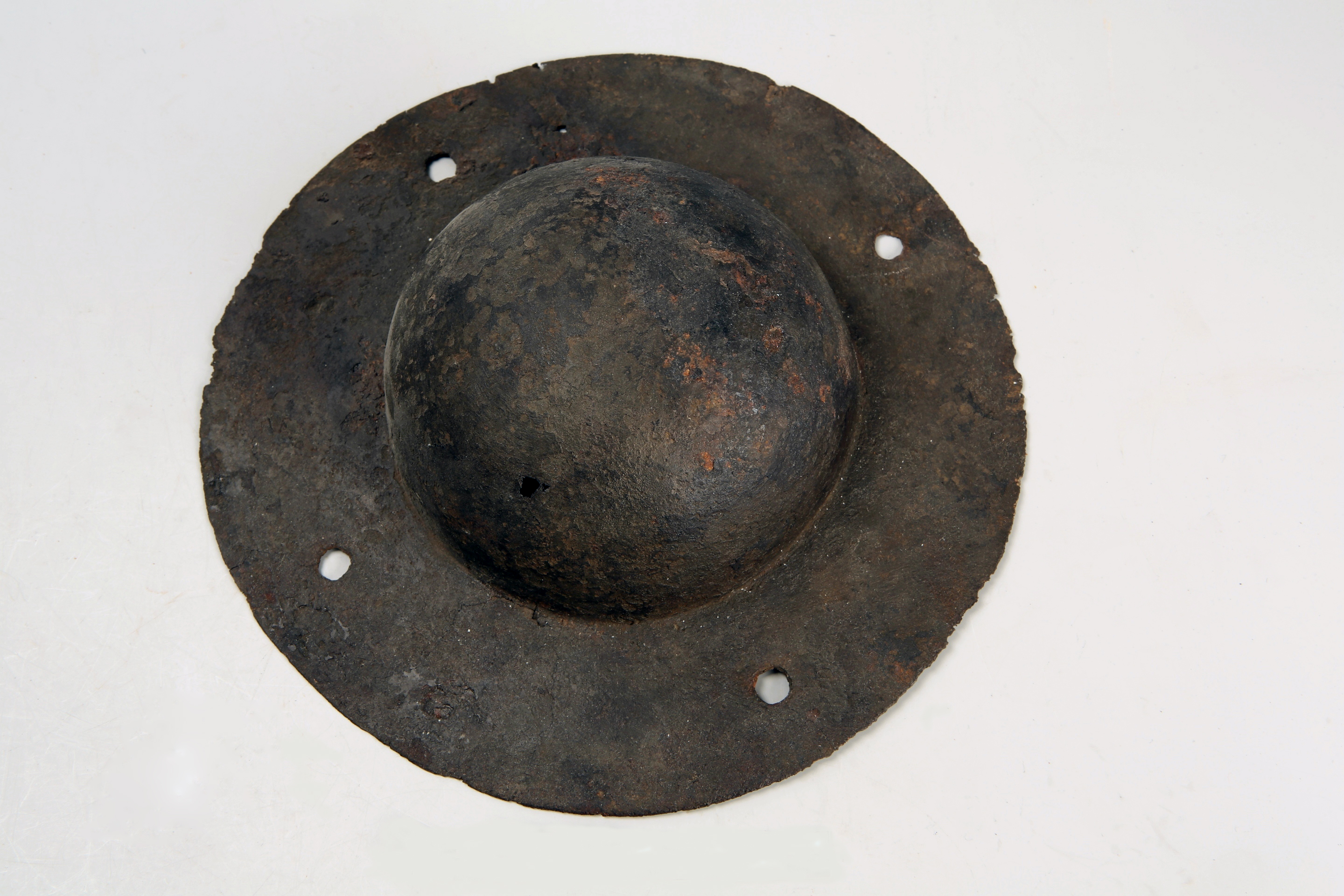
IJzeren umbo (schildknop), in 1974 aangetroffen onder het Romeinse vrachtschip Zwammerdam 4.
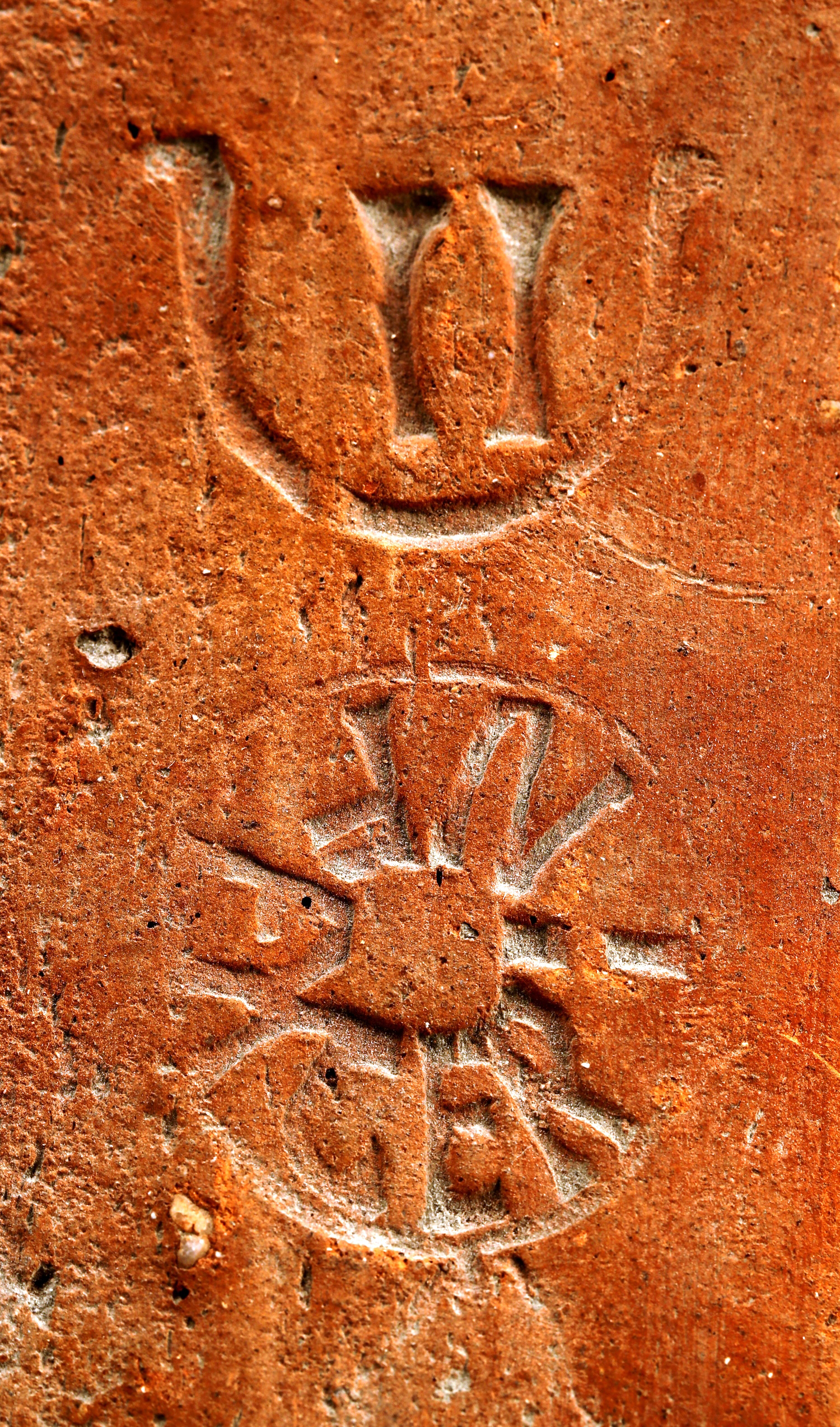
Detail van een halfronde dakpan, opgegraven in 1974.
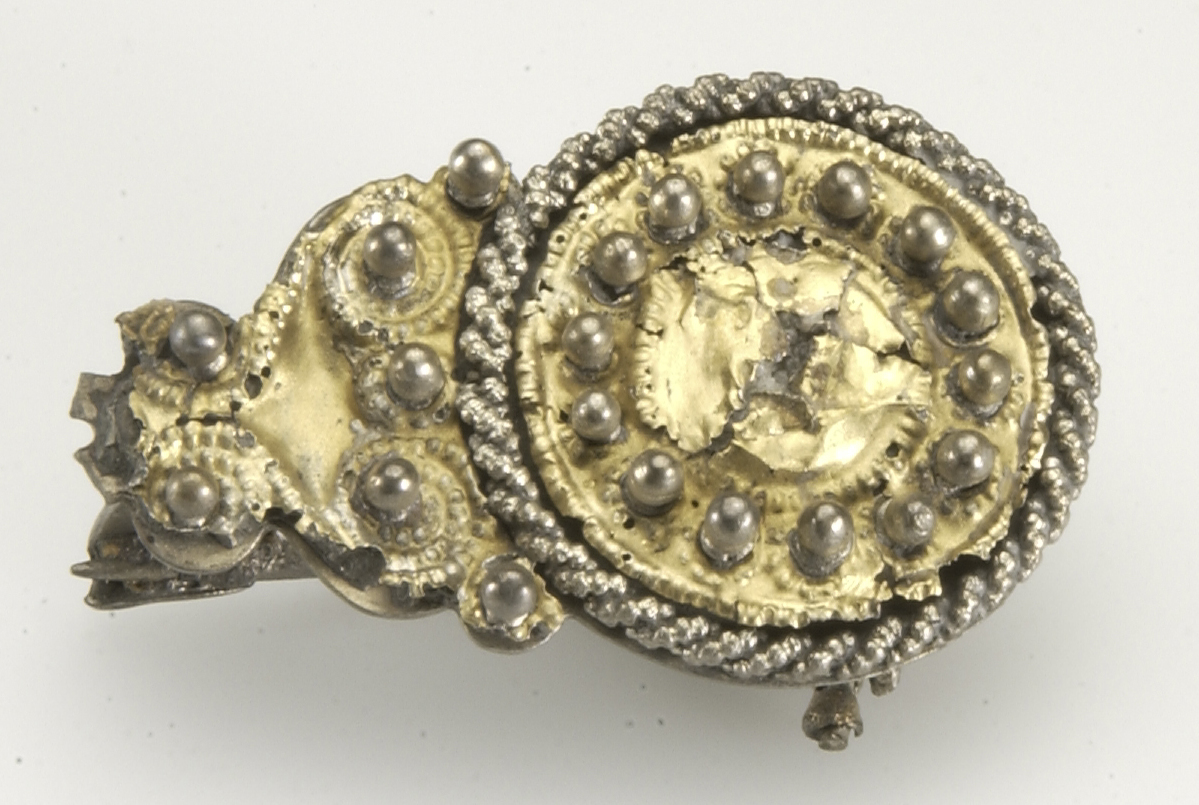
Germaanse schijffibula, opgegraven in Nigrum Pullum.

## Romeinse schepen
Dankzij de actie "Redt Romeins Schip" van de Alphense architect Latief Perotti, met steun van de toenmalige koningin Juliana en financiële garanties van de AVRO-directeur Siebe van der Zee (in ruil voor een televisieprogramma over de opgraving), werden tussen 1971 en 1974 zes rivierschepen opgegraven: drie vissersboten van uitgeholde eikenstammen en drie militaire platbodem-transportschepen van 20-34 meter lang die door de Romeinen onder andere werden gebruikt om steen over de Rijn te vervoeren. In  Archeon is een replica van een dergelijk schip te bezichtigen, en is een project gaande om alle schepen te restaureren. Op het terrein van de zorginstelling is naast de vindplaats van de schepen in Grand Café "De Haven" een tentoonstelling ingericht met vondsten en schaalmodellen van alle schepen.